# Piotr Ludomir Łagowski
Piotr Ludomir Łagowski lub Piotr Antoni Łagowski herbu Grzymała (ur. 28 czerwca 1776 w Żyżnikowcach na Wołyniu, zm. 25 maja 1843 w Paryżu) – pułkownik wojsk polskich.

## Życiorys
Rozpoczął karierę w armii, kiedy zaciągnął się w 1790 do kawalerii narodowej, a w 1792 podczas wojny z Rosją (bitwy pod Zieleńcami i Dubienką) przeszedł chrzest bojowy. W czasie powstania Tadeusza Kościuszki odniósł ciężkie rany i dosłużył się stopnia kapitana. Do 1800 przebywał w Turcji, usiłując dotrzeć do Legionów Polskich. W okresie Księstwa Warszawskiego służył jako ułan w wojsku polskim. Za dokonania w trakcie kampanii napoleońskich został w 1813 mianowany podpułkownikiem. W 1818 wystąpił z wojska i poświęcił się prowadzeniu posiadłości ziemskich, jednocześnie angażując się w działania z tajnymi organizacjami (np. Związkiem Templariuszy). W 1826 w wyniku kontaktów z Towarzystwem Patriotycznym i dekabrystami został aresztowany. W 1829 uwolniono go na skutek braku dowodów. Podczas powstania listopadowego uzyskał stopień pułkownika, był komendantem Gwardii Honorowej i dowodził kilkoma oddziałami (od 18 stycznia 1831 r. był pierwszym dowódcą 2 Pułku Jazdy Sandomierskiej), uczestnicząc w wielu bitwach i potyczkach. Po upadku powstania udał się na emigrację do Paryża, gdzie brał udział w polityce, głównie w ramach Rady Zakładu. Autor wielu wspomnień na temat powstania listopadowego. Zmarł w Paryżu i został pochowany na cmentarzu Montmartre.

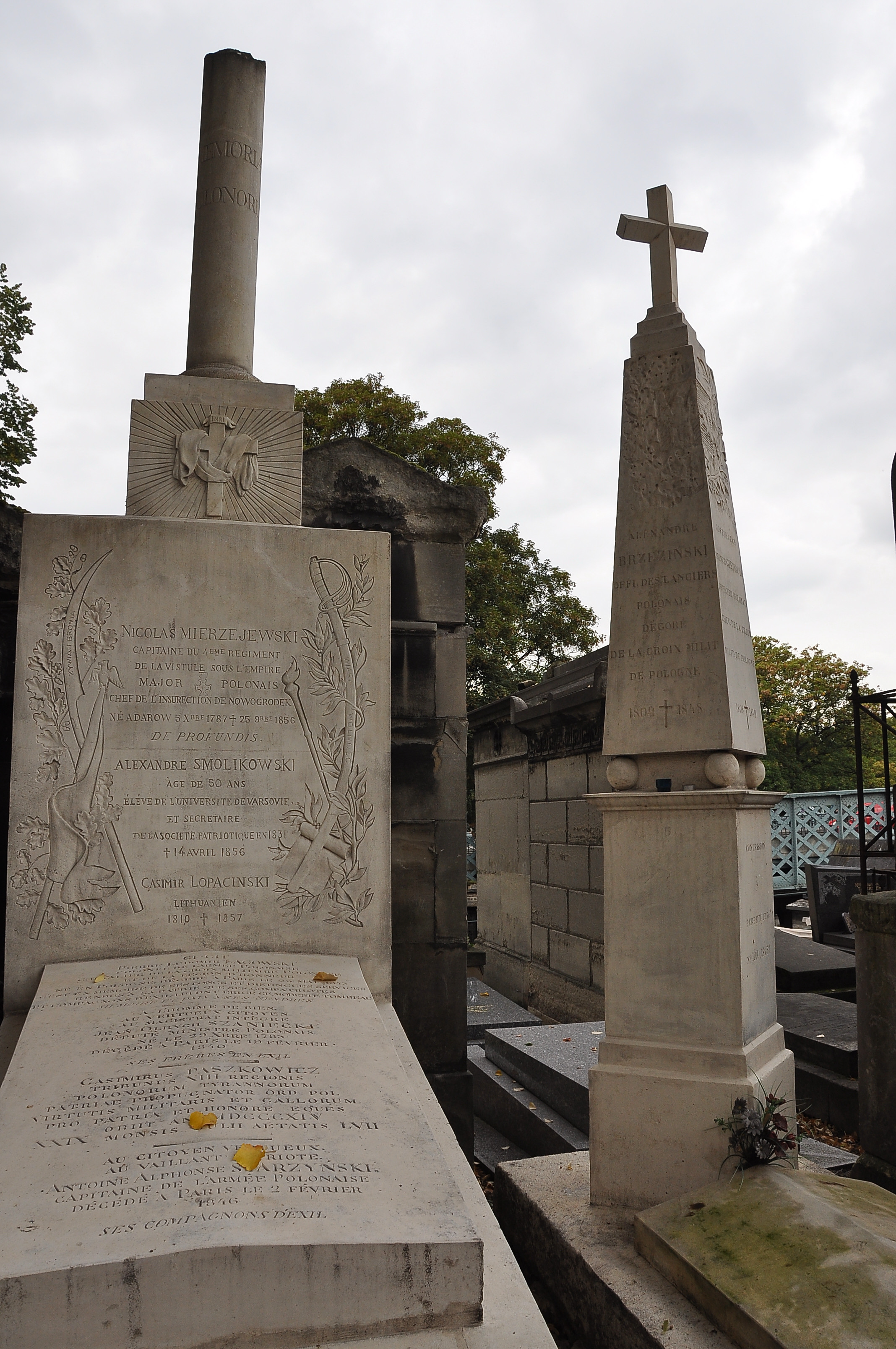
Grób na cmentarzu Montmartre (po lewej stronie)